# Manel Casserras i Boix
Manel Casserras i Boix (Solsona, 1929 – 1996), sastre de professió fou un dels més grans creadors d'imatgeria festiva de Catalunya.

## Biografia
Va néixer en el si d'una família treballadora. El seu pare era sabater de professió i la seva mare es dedicava a la casa. Als 19 anys s'inicià d'aprenent de sastre a la Sastreria Mosella de Barcelona on hi va estar-se dos anys. Tanmateix a Barcelona va desenvolupar-hi també els seus dots d'artista tot aprenent noves tècniques pictòriques de la mà de mestres reconeguts, tot i que de jove ja havia demostrat la seva habilitat pintant els decorats pel Centre Catòlic de Solsona.
Quan hagué fet el servei militar s'instal·là a Solsona on obrí la seva pròpia sastreria al carrer de Sant Miquel i el 1955 es casà amb Lola Solé que l'ajudava fent de modista a la sastreria. Fruit de la unió matrimonial va néixer Manel Casserras i Solé, conegut amb el sobrenom de Manelet. La seva esposa, malauradament, morí jove.
L'any 1987 entraria a l'Ajuntament com a regidor per la candidatura de Convergència i Unió que liderava l'aleshores alcalde de Solsona, Ramon Llumà. Des de la seva entrada fins al 1996 va ocupar l'àrea d'Obres i Urbanisme del consistori solsoní. També va dedicar part de la seva habilitat artística a la restauració de diverses fonts de la ciutat, a rehabilitar la façana de la Catedral o a la restauració de la plaça de Sant Joan.

## Constructor de gegants

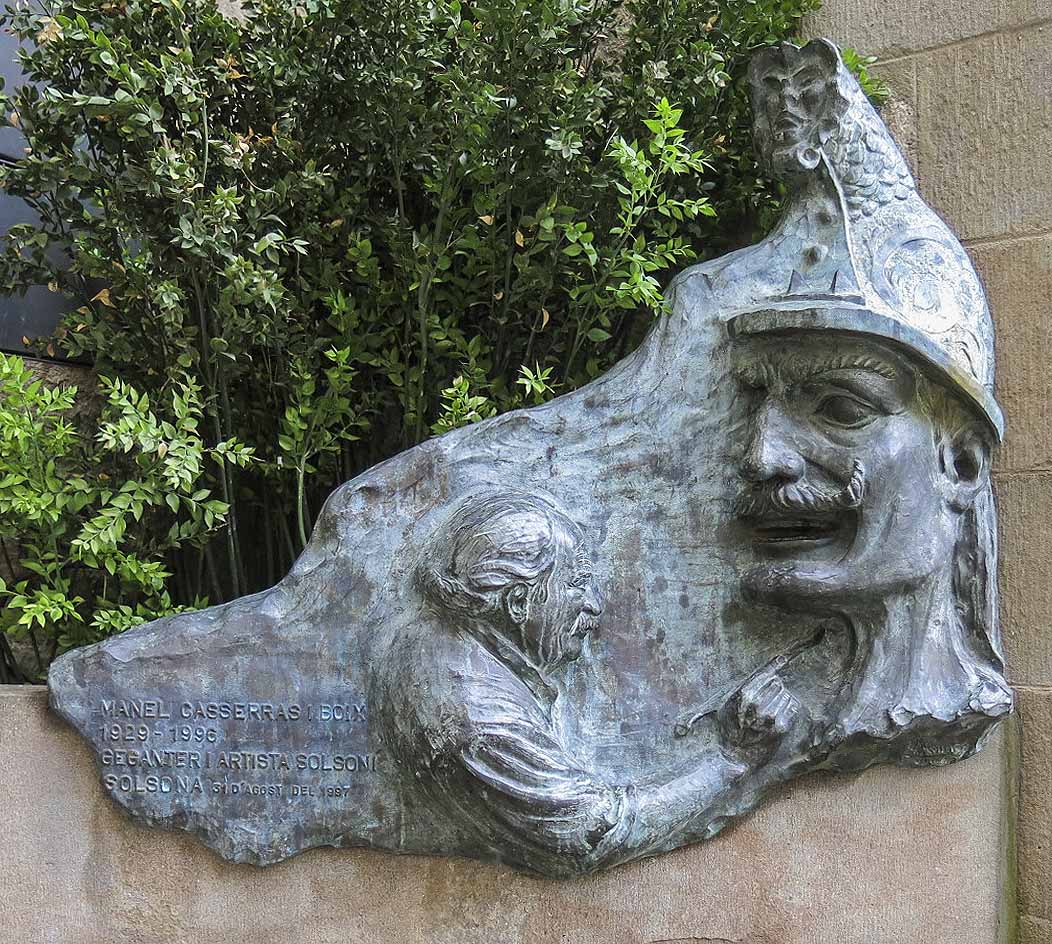
Relleu dedicat a Manel Casserras i Boix, a la font de la plaça de la Catedral de Solsona

Entre els anys 50 i 60 tingué les seves primeres aportacions en el món geganter creant figures per a la Festa Major de Solsona quan s'havien de fer reparacions o noves construccions i més endavant començà també a col·laborar amb la construcció de gegants de diferents indrets de Catalunya.
El seu primer contacte amb el món geganter es produí l'any 1956, quan rebé l'encàrrec de vestir l'Antoniu Ricu, el genet que cavalca sobre la Mulassa de Solsona. També li fou encarregada la remodelació del cap del Bou de Solsona. El resultat fou força aplaudit pels solsonins, fins al punt que rebé un encàrrec per part de l'Ajuntament de crear al seu taller una parella de gegantons per la ciutat el 1959.
La bona tasca efectuada amb el Bou i els gegantons per a l'Ajuntament li valgué perquè, el mateix any 1959, la Confraria de la Mare de Déu del Claustre li encomanés la construcció dels seus gegants més emblemàtics: els Gegants Vells de Solsona. El Gegant Vell de Solsona, considerat una de les obres mestres de la imatgeria festiva catalana, és tot un símbol de la ciutat.
A partir d'aleshores és quan començà a actuar també a fora de Solsona i es feu conegut per les serves habilitats. El 1960 va rebre l'encàrrec de reconstruir de cap i de nou els Gegants del Pi de Barcelona a partir de les restes trobades a les golfes de Santa Maria del Pi, fet que va representar la consolidació de Manel Casserras com a constructor de gegants. El 1961 també va restaurar els Gegants de Barcelona Ciutat.
La seva activitat a Solsona continuà amb la construcció del Gegant Jove (1961) i de la Geganta Jove (1966)i per arribar a ser l'encarregat del manteniment de la manifestació folklòrica de la Festa Major. A partir dels anys 70 també participà activament amb el Carnaval de Solsona on any rere any feia aparèixer un nou gegant per fer sortir durant aquells dies. Amb això, que el 1978 creà el Gegant Boig, un gegant que trencava model i esquemes i que s'ha fet molt popular per tenir els braços articulats i repartir cops quan balla.
L'any 1988 va construir els gegants de l'Agrupació de Colles de Geganters de Catalunya, en Treball i na Cultura, a partir del disseny de Griselda Karsunke.
Entre els molts gegants construïts per Manel Casserras i Boix cal destacar els d'Andorra la Vella, Bellvís, Canet de Mar, Clariana de Penedès, Navàs, Parets del Vallès, Prats de Lluçanès, Sallent, Sant Feliu de Llobregat, Sant Joan Despí, Sant Julià de Lòria, Sant Pol de Mar, Pineda de Mar i Vacarisses.
Manel Casserras i Boix morí tot deixant com a gran llegat un gran nombre de gegants i bèsties en una obra que ha seguit el seu fill Manel Casserras i Solé. Un any després de la seva desaparició, s'organitzà un concorregut homenatge a Solsona, el 30 i 31 d'agost de 1997, amb la participació d'una gran part de les figures que ell va crear. El 2006, amb motiu del desè aniversari de la defunció, Solsona va organitzar un Memorial Manel Casserras per homenatjar-lo amb un acte popular i l'organització d'una exposició sobre la seva vida.

## Currículum Artístic
- 1956. Vestit de l'Antoniu Ricu (Solsona) i Remodelació del cap del Bou (Solsona)
- 1959. Reconstrucció del Gegant Vell i la Geganta Vella (Solsona) i Parella de Gegantons per a l'Ajuntament (Solsona)
- 1960. Reconstrucció dels Gegants del Pi (Barcelona)
- 1961. Restauració dels Gegants de la Ciutat (Barcelona)
- 1962. Restauració del Drac (Solsona), Gegants (Peramola) i Reconstrucció del Gegant Jove (Solsona)
- 1964. Gegants (Ceuta) i Reconstrucció de la Geganta Jove (Solsona)
- 1965. Reconstrucció dels Cavallets (Solsona)
- 1967. Remodelació de l'Àliga (Solsona)
- 1968. Restauració de Nans i Ossos (Solsona)
- 1970. Construcció de gegants (La Coromina (Cardona))
- 1974. Construcció de les paròdies del Carnaval (Solsona) i Construcció de gegants (Guissona)
- 1975. La Cuca i el Pop de Carnaval (Solsona)
- 1976. Restauració dels Nans i de 4 gegants (Cardona)
- 1978. El Gegant Boig (Solsona)
- 1979. La Geganta Boja (Solsona)
- 1980. Mocós (Solsona), El Maneló i la Toneta (Mataró) i Restauració de la Mulassa (Solsona)
- 1981. Construcció de la Geganta (Navarcles), Els Reis (Sallent), La Geganta (Navàs), El Xut (Solsona) i Gegants (Puig-Reig)
- 1982. Gegants Pubills (Sallent), Gegants Vells (Manresa), Els Gegants (Sant Joan de Vilatorrada), Gegant (Navarcles), Gegants (Navàs), Restauració d'en Robafaves, la geganta i els nans (Mataró), Restauració dels Cavallets (Manresa) i Geganteta Boja (Solsona)
- 1983. Construcció del Moro i la Dama Blanca (St. Julià de Lòria), Gegants (Sant Cugat del Vallès), Nans (Sallent), Tòfol- Nano (Solsona), Restauració dels Pubills (Manresa), Restauració dels Gegants (Cervera) i Restauració dels Nans (Sanaüja)
- 1984. La Draca (Solsona), Gegants (Santpedor), Quatre nans (Mataró) i Gegants (St. Joan Despí)
- 1985. Gegants (Andorra), Gegants (Canet de Mar), Mossèn Biscúter (Mataró), Gegants (Sant Pol de Mar), Gegantons (Mataró), Quatre nans de Carnaval (Solsona), El Ruc de Carnaval (Solsona) i Gegants (Vacarisses)
- 1986. Gegants (Teià), Gegants (Prats de Lluçanès), Gegants (Balsareny), Gegants (Pineda de Mar), Cavallets (Taradell), Comte de l'Assaltu (Solsona) i Pep dels Oriols (Solsona)
- 1987. Gegants i nans (Hostalets de Balenyà), Gegants de la Bauma dels Encantats (Berga), Gegants (St. Just Desvern), L'Àliga (Mataró), Drac i Gegants del Castell (Canet de Mar) i Olímplic (Solsona)
- 1988. Nans de la comparseria de la Bauma dels Encantats (Berga), Gegantons (Sallent), Nans i Gegants (Sant Feliu), Gegants (Montmajor), Reproducció de la geganta del Pi (Barcelona), Drac (Llorenç del Penedès) i Construcció dels gegants de Catalunya (Treball i Cultura)
- 1989. Gegants (Avià), Gegants (Les Cabanyes)
- 1990. Gegants (Sant Llorenç de Morunys), Gegants (Sant Bartomeu del Grau), Gegants (Ametlla de Merola), Gegants (Clariana del Penedès), Gegants (Sant Julià de Cerdanyola), Gegants (Ripollet), Nans (Guissona), Nans (Montmajor), Nans (Saldes), Nans (Plaça Nova de Barcelona) i Restauració dels gegants (Hospitalet de Llobregat)
- 1991. Gegantons (Ripollet), Drac (Mataró), Nans (Olost) i Geganta Roseta (Guixers)
- 1992. Gegants (Vilada), Gegants (Plaça Nova de Barcelona) i Nans (Mataró)
- 1993. Parella de pagesos catalans, uns reis i unes figures representatives d'oficis artesans (Japó), El Bou (Barcelona), El Lleó del Pi (Barcelona), Geganta (Saldes) i Restauració dels Gegants (Vic)
- 1994. Gegants (Torà), Gegants (Cambrils), Gegants (Calaf), Gegants (Bellvís), Gegants (Fraga), Nans piteus (Sant Llorenç) i Restauració dels improperis (Seu d'Urgell)
- 1995. Àliga (Agramunt), Gegantons (Manresa), Gegant (Saldes), Gegants (Cassà de la Selva), Perot lo Lladre (del Pi, Barcelona), Gegants (Torà) i Gegants (Parets del Vallès)